# Rudolf Zwintscher

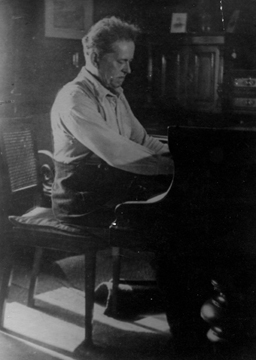
Rudolf Zwintscher in Dresden-Laubegast (um 1940)

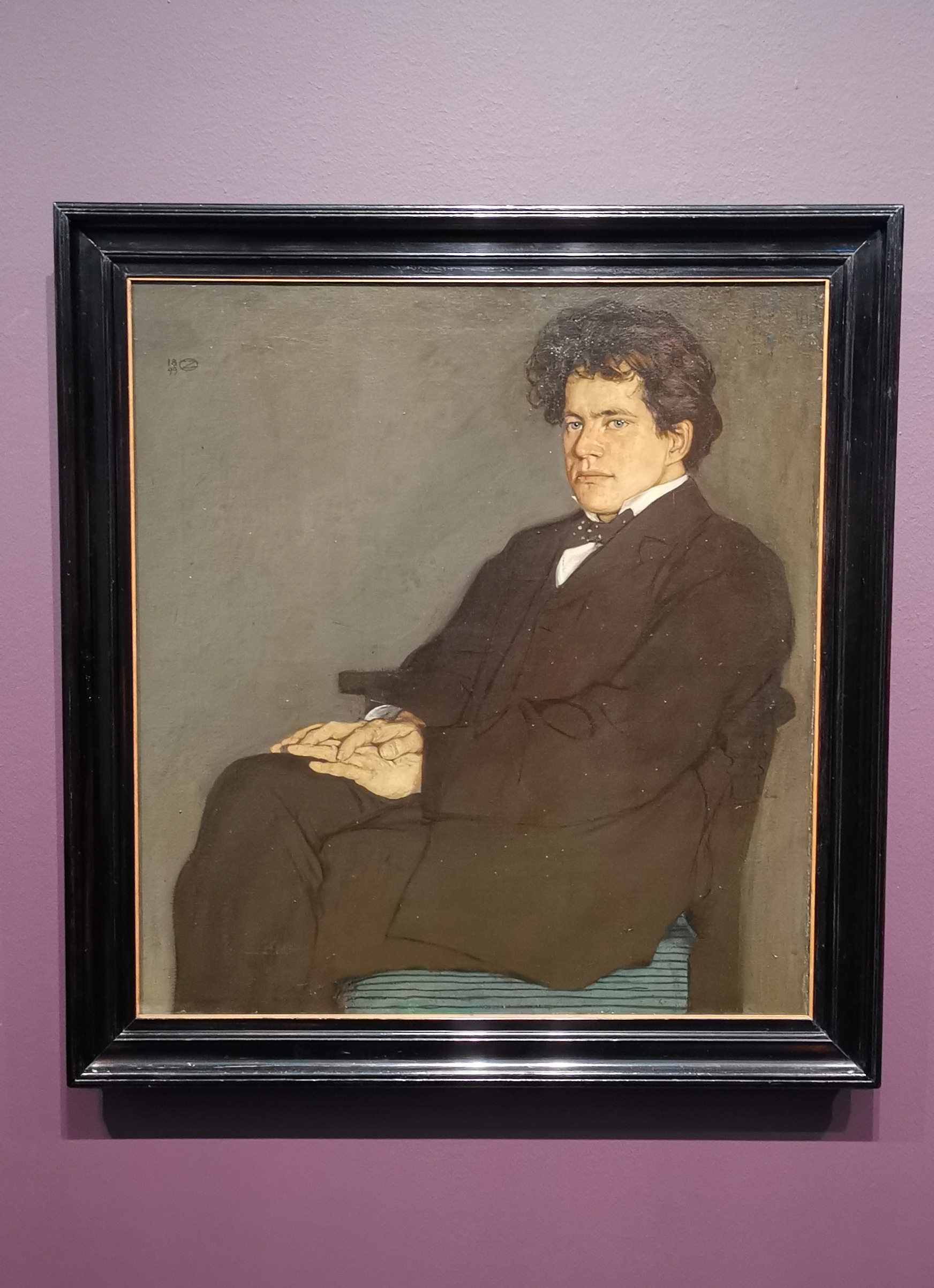
Rudolf Zwintscher, 1899 porträtiert von seinem Bruder Oskar Zwintscher

Rudolf Zwintscher (* 13. Mai 1871 in Leipzig; † 7. Februar 1946 in Dresden) war ein deutscher Pianist und Musikpädagoge.

## Leben

### Kindheit und Ausbildung
Zwintschers musikalische Laufbahn ist durch das Wirken seines Vaters Bruno Zwintscher geprägt. Als Schüler von Louis Plaidy (der seinerseits vom berühmten Felix Mendelssohn Bartholdy an das Leipziger Konservatorium berufen wurde) wirkte Bruno Zwintscher selbst 21 Jahre als Klavierpädagoge des renommierten Institutes, verfasste zwei Lehrbücher über Klaviertechnik, die mehrfach aufgelegt und auch ins Englische übersetzt wurden. So lag es nahe, dass Rudolf Zwintscher 1890 ein Klavier- und Kompositionsstudium absolvierte. Den ersten Klavierunterricht seines Vaters erhielt er 1877, dem Jahr seiner Einschulung. Bis 1881 besucht er die Bürgerschule in Leipzig. Ab 1885 erhielt er Unterricht in Kontrapunkt, Harmonie-, Formen- und Instrumentationslehre bei Richard Hofmann. Das KöniglicheKonservatorium Leipzig besuchte er von 1887 bis 1890. Hier hatte er weiter Klavierunterricht bei seinem Vater und Carl Reinecke. In Kontrapunkt, Kanon und Fuge unterrichtete ihn Salomon Jadassohn. Kompositionsunterricht erhielt er von Jadassohn und Reinecke. Während des Studiums an der Universität Leipzig zwischen 1890 und 1892 leistete er 1891 und 1892 seinen Militärdienst als Einjährig-Freiwilliger und außeretatmäßiger Musiker in der Musikkapelle des Königlich Sächsischen 8. Infanterieregiments Nr. 107 in Leipzig. Den Dienst in einer Musikkapelle zu leisten war selten und wurde auf Grund einer allerhöchsten Kabinettsordre angewiesen. Während dieser Zeit wirkte er bei Konzerten der Musikkapelle als Klaviervirtuose.

### Jahre der Konzerttätigkeit
Ab 1890 trat in Leipzig und Dresden als Pianist und Komponist an die Öffentlichkeit. Daneben leitete er zwei kleine Chöre. Im Juli 1897 ging er in die Vereinigten Staate und unterrichtete am College of Music in New York. 1898 reiste er wieder nach Deutschland. Auf der Rückreise über London in die Vereinigten Staaten. sprang er dort am 16. September 1898 für den erkrankten Pianisten Galieno bei einer Aufführung des 5. Klavierkonzerts von Ludwig van Beethoven in der Queen’s Hall ein. Schon eine Woche später spielte er an gleicher Stelle das Klavierkonzert a-moll von Robert Schumann. Der große Erfolg der Auftritte verschaffte ihm die Möglichkeit mit anderen Künstler mit anderen Künstlern an einer Konzerttournee durch das Vereinigte Königreich teilzunehmen. Er führte sein eigenes Klavierkonzert und die Cellosonate in London auf. Es folgten Einladungen nach Wien, Paris und Rom, wo sein Gesangszyklus Italien aufgeführt wurde. „Des anspruchsvollen Lebens in der Gesellschaft überdrüssig,“ wie er in einer kurzen Autobiographie erklärte, schlug er 1906 ein Stellenangebot der Londoner Musikakademie aus, beendete seine internationale Tourneetätigkeit und kehrte nach Deutschland zurück. Noch einmal reiste er danach nach London. Ab 1909 kehrte endgültig zu seiner Familie nach Dresden zurück.

### Zeit seit dem Ersten Weltkrieg
Ab 1915 nahm er am Ersten Weltkrieg teil, zunächst beim Landsturm in Polen, später als Militärkapellmeister beim Musikkorps des Kgl. Sächs. 8. Infanterie-Regiments „Prinz Johann Georg“ Nr. 107. Am 8. Februar wurde ihm die Friedrich-August-Medaille in Silber mit dem Band für Kriegsdienste verliehen. Nach Entlassung aus dem Militärdienst kaufte er sich ein Haus 1919 ein Haus im Dorf Laubegast am Ufer der Elbe, welches 1921 zu Dresden eingemeindet wurde. Dort lebte er bis zu seinem Tod und schuf zahlreiche seiner Kompositionen. Seine Unterrichtstätigkeit verschaffte ihm einen großen Schülerkreis. Die öffentliche Konzerttätigkeit gab er 1925, unterrichtete aber weiter bis 1928. Nach der Machtergreifung 1933 kam er in Untersuchungshaft. Seine Haus wurde durchsucht und Bücher aus seinem Besitz beschlagnahmt. Vor seinem Tod in seinem Haus in Laubegast gab er 1945 noch ein letztes Konzert in Dresden.
Im Umfeld von Richard Strauss trug er im ersten Drittel des 20. Jahrhunderts in beachtlichem Maße zur Bereicherung des Dresdner Musiklebens bei. Zwischen 1891 und 1925 führte ihn eine rege Auftrittsaktivität durch die Konzertsäle Europas und in die USA. 
Als „Saradusker, der Liederschänder“ schloss er sich in London dem weltweiten Männerbund der Schlaraffen an. Zwintscher hatte zwei Brüder, den Philologen und Journalisten Arthur Zwintscher (1867–1937), Schriftleiter der Dresdner Nachrichten und den Maler Oskar Zwintscher (1870–1916). Seine Mutter war Friedericke Zwintscher, geboren als Christiane Friedericke Otto, verwitwete Steinert.

## Werke
Sein kompositorisches Werk umfasst ca. 100 Lieder, Klavierstücke, Kammermusik, Duos für Violine und Klavier, eine Klaviersonate, eine Sonate für Violoncello und Klavier, ein Klaviertrio, eine sinfonische Dichtung für großes Orchester, ein Konzert für Klavier und Orchester und die Märchenoper Die Hummeln.

## Rezeption
Trotz des umfangreichen Nachlasses ist das kompositorische Werk Zwintschers heute weitgehend in Vergessenheit geraten. „Es wäre an der Zeit, dass sich Interpreten wieder für die Kompositionen dieses Mannes interessieren, gibt es doch vor allem auf den Gebieten des klavierbegleitenden Sololiedes und der Kammermusik so manche Kostbarkeit zu entdecken.“ Der Nachlass Zwintschers wird in der Musikabteilung (Signatur: Mus.9833-...) und in der Handschriftensammlung (Signatur: Mscr.Dresd.App.2479, 2479a) der Sächsischen Landesbibliothek – Staats- und Universitätsbibliothek Dresden aufbewahrt.
Am 30. Juni 1946, bereits fünf Monate nach Zwintschers Tod, wurde in Dresden-Laubegast eine Straße, die ehemalige Nerhoffstraße, nach ihm umbenannt. Für die umgehende Würdigung in der Sowjetischen Besatzungszone waren vermutlich auch weltanschauliche Bezüge ausschlaggebend. Ursprünglich Anhänger der Feuerbachschen Philosophie, wurde Zwintscher infolge des Ersten Weltkrieges Pazifist und später Sozialist und Kommunist.